# 碱性玄武岩

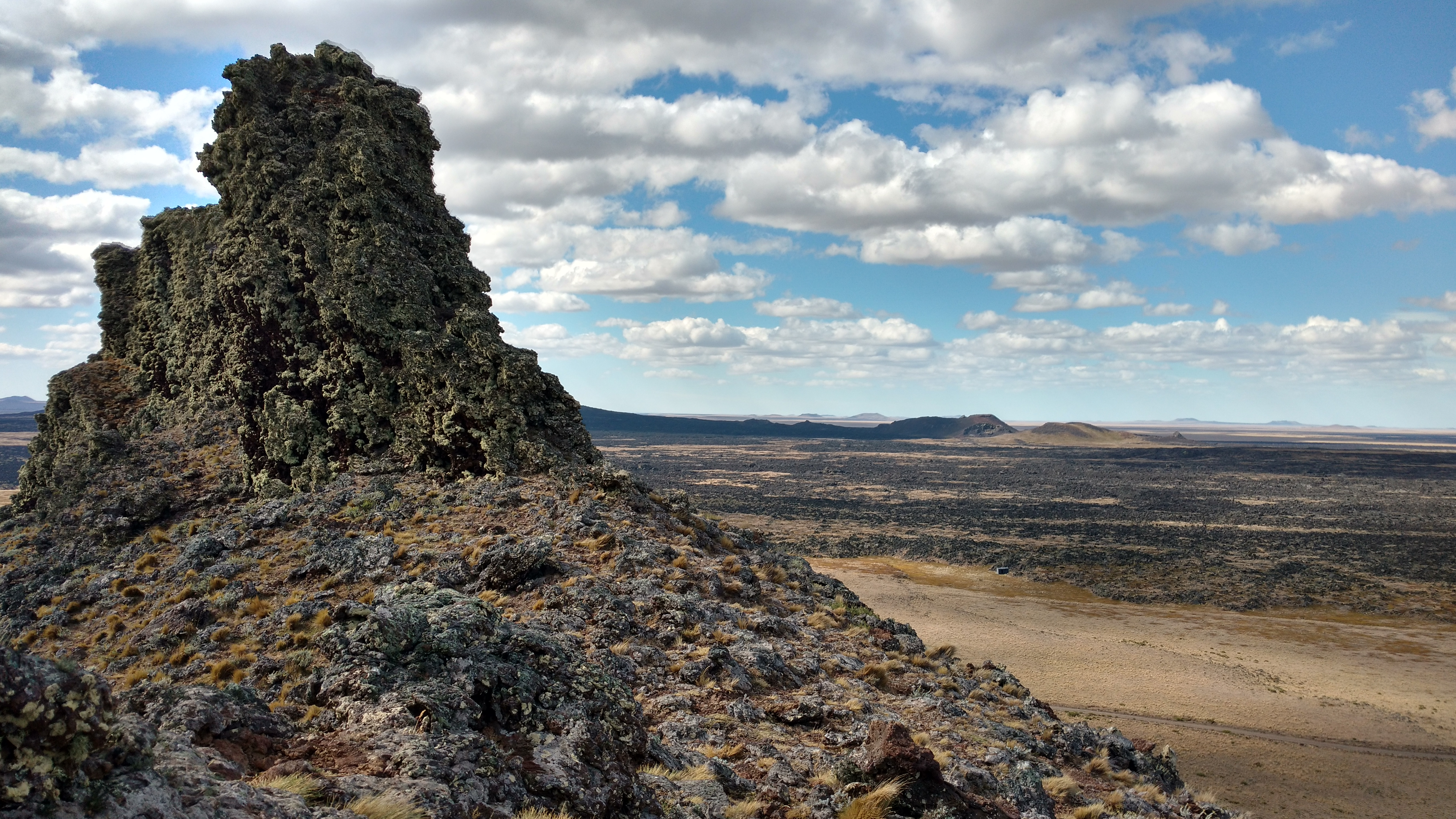
碱性玄武岩是构成阿根廷境内帕里埃克火山区的岩石之一。

碱性玄武岩（Alkali basalt）或碱性橄榄石玄武岩（alkali olivine basalt）是一种深色斑状噴出岩 ( 火成岩的一種 ) ，常发现于与火山活动有关的海洋和大陆地区，如海岛、大陆裂谷和火山场等。碱性玄武岩的特点是相对于其他玄武岩而言，含碱（氧化钠和氧化钾）量相对较高，并且基质和斑晶中存在橄榄石和富钛普通辉石以及符合 CIPW标准的霞石。

## 地球化学特征

总体碱-硅示意图，碱性玄武岩通常位于玄武岩区（B区）左上角。

碱性玄武岩在化学上被归类为总体碱与二氧化硅（TAS）示意图B区（玄武岩）中的岩石，它的CIPW标准中含有霞石。不含标准霞石的玄武岩特征为亚碱性玄武岩，包括拉斑玄武岩和钙碱性玄武岩。

## 岩相
碱性玄武岩基质主要由橄榄石、富钛辉石和斜长石长石组成，可能有碱性长石或似长石间隙，但缺乏二氧化硅矿物，如紫苏辉石和石英。
斑晶普遍存在于碱性玄武岩中，与基质类似，通常由橄榄石和富钛辉石组成，但也可能含有斜长石和出现率较低的氧化铁。

## 地质背景
碱性玄武岩可发现于与火山活动相关的地区，如海洋岛屿（夏威夷、马德拉群岛、圣赫勒拿、阿森松岛）等以及大陆裂谷和火山区。大陆碱性玄武岩可在各大洲发现，突出的例子是美国格兰德河裂谷（Rio Grande Rift）、东非裂谷和帕里埃克火山区。
前苏联金星8号上的伽马射线光谱仪测量结果表明，它降落在了金星碱性玄武岩上。